# Cantón de Allos-Colmars
El cantón de Allos-Colmars era una división administrativa francesa que estaba situada en el departamento de Alpes de Alta Provenza y la región de Provenza-Alpes-Costa Azul.

## Composición
El cantón estaba formado por seis comunas:
- Allos
- Beauvezer
- Colmars
- Thorame-Basse
- Thorame-Haute
- Villars-Colmars

## Supresión del cantón de Allos-Colmars
En aplicación del Decreto n.º 2014-226 de 24 de febrero de 2014, el cantón de Allos-Colmars fue suprimido el 22 de marzo de 2015 y sus 6 comunas pasaron a formar parte del nuevo cantón de Castellane.